# Karl Göldlin von Tiefenau
Freiherr Karl Göldlin von Tiefenau (* 1759 in Luzern; † 11. Februar 1826 in Graz) war ein österreichischer Oberst und Ritter des Maria-Theresia-Ordens.

## Herkunft
Er entstammt dem alten Luzerner Patriziergeschlecht Göldlin von Tiefenau. Sein Vater war der k.k. Oberstlieutenant Karl Xaver Göldlin von Tiefenau.

## Leben
Karl wurde im Tyrnauer Knabenstift erzogen. Anschließend ging er im Alter von 19 Jahren als Fahnenkadet in das Infanterieregiment No. 16 (Terzi). Dort wurde er am 10. Februar 1779 Fähnrich, am 1. April 1783 in das Infanterieregiment No. 45 (Lattermann) versetzt, wo er am 11. September 1787 zum Unterlieutenant befördert wurde. Er kämpfte nun im bayrischen Erbfolgekrieg und in den Feldzügen 1788 bis 1790 gegen die Türken. Während des 7. Türkenkrieges wurde er am 6. Februar 1790 zum Oberlieutenant befördert.
Anschließend wurde er in den Koalitionskriegen eingesetzt. Im September 1796 wurde er nun zum Hauptmann befördert. Während des Feldzuges von 1805 war er bei der Armee in Italien, wurde noch am 1. September 1805 Major und kam 1808 als Oberstleutnant in die neuerrichtete 9. Feldjäger-Division. Während des Fünften Koalitionskrieges von 1809 kam er zum 8. Armeekorps unter Feldmarschall-Lieutenant Chasteler. In diesem Krieg konnte er sich mehrfach auszeichnen.
Am 23. April 1809 schlug er mit seinem Bataillon und dem Tiroler Landsturm den französischen General Achilles Fontanelli bei Bosco di Velo. Die Franzosen verloren dabei 600 Mann. Am 24. April griff er die Franzosen mit 3000 Mann bei Ravazzona und Mori im Rücken an und schlug ihn ebenfalls. Am 5. Mai marschiere er mit 2 Kompanien Jäger und einer halber Eskadron Chevauxlegers (Hohenzollern) über Wörgl nach Strub und Kufstein, um die dort aufgestellten Truppen zu unterstützen. 
Als nun am 11. Mai die bayrische Division Wrede mit 3000 Mann, vier Zwölfpfündern und mehreren Haubitzen den Pass Strub angriffen, standen Göldlin dort nur 1 Kompanie aus dem Regiment de Vaux mit 2 Kanonen, 4 Kompanien Tiroler und eine halben Kompanie Jäger zur Verfügung. Es gelang ihm die Bayern mehrere Stunden aufzuhalten. Erst als die Verteidiger auf 17 Mann zusammengeschrumpft waren, gelang den Bayern unter Oberst Berchem der Durchbruch. Göldlin wurde dafür mit dem Maria-Theresia-Orden belohnt.
Während der Befreiungskriege kämpfte er mit dem Bataillon in Innerösterreich. Am 19. August 1813 schlug er den General Belloti bei St. Leonhard, woraufhin sich dieser nach Krainburg. Im Feldzug von 1814 wurde Göldlin schwer verletzt und wurde am 1. November 1815 mit dem Charakter als Oberst in den Ruhestand versetzt. Er ging nach Graz, wo er 1826 starb.